# Elko (Nevada)
Elko város az USA Nevada államában, Elko megyében, melynek megyeszékhelye is. Lakosainak száma 20 564 fő (2020. április 1.).

## Közlekedés

### Vasút
A települést napi egy pár California Zephyr néven futó Amtrak távolsági vonatjárat érinti.

## Népesség
A település népességének változása:

| 2010 | 18 297 |
| 2020 | 20 564 |